# Pāli (ort i Indien, Maharashtra)
Pāli är en ort i Indien.   Den ligger i distriktet Raigad och delstaten Maharashtra, i den sydvästra delen av landet, 1 200 km söder om huvudstaden New Delhi. Pāli ligger 40 meter över havet och antalet invånare är 8 167.